# スタンリー・カヴェル
スタンリー・カヴェル（Stanley Cavell [kə'vɛl], 1926年9月1日 - 2018年6月19日）は、アメリカ合衆国の哲学者。ハーバード大学ウォルター・カボット美学・価値一般理論名誉教授。

## 略歴
スタンリー・カヴェルはジョージア州アトランタでユダヤ系の家庭に生まれた。母は地元で有名なピアニストであり、若きスタンリーに音楽教育を施した。不況期にカヴェル一家はアトランタとカリフォルニア州サクラメントの間で何度も引っ越した。
十代の頃、カヴェルはアルト・サックス奏者として、サクラメントの黒人ジャズバンドの最年少かつ唯一の白人として活躍した。16歳のとき、カリフォルニア大学バークレー校に入学し、ロジャー・セッションズやエルネスト・ブロッホのもとで音楽を学んだ。卒業後、ニューヨーク市のジュリアード音楽院で作曲の勉強を始めたが、音楽への熱意はその頃には失われていた。結局、カリフォルニア大学ロサンゼルス校に進学して哲学の研究を開始し、その後ハーバード大学の大学院に転学した。学生時代、客員教員として来ていたJ.L.オースティンから多大なる影響を受けており、その講義はまさにカヴェルを「圧倒した」。1954年、ハーバード大学ソサイエティ・オブ・フェローズからジュニア・フェローシップを授与された。博士号を取得する前の1956年、カリフォルニア大学バークレー校の哲学助教（Assistant Professor）になった。1962年から1963年の間、カヴェルはニュージャージー州のプリンストン高等研究所のフェローを務め、そこで生涯の友となるイギリスの哲学者バーナード・ウィリアムズと出会った。1963年、ハーバード大学哲学科に戻り、ウォルター・カボット美学・一般価値理論教授に就任した。
1964年の夏、カヴェルはハーバード大学の教員と大学院生からなるグループに加わり、ミシシッピ州にある黒人大学のトゥーガルー大学で教鞭をとった。このイベントは、その後フリーダム・サマーと呼ばれるようになった。1969年4月、ヴェトナム戦争に反対する学生たちが声を上げ運動が盛り上がっていた頃、カヴェルは同僚のジョン・ロールズとともにアフリカ系アメリカ人の学生たちの味方につき、ハーバード大学にアフリカ系・アフリカ系アメリカ人研究の学科を創設するよう教員に投票を呼びかける手伝いをした。
1979年、ドキュメンタリー作家のロバート・ガードナーとともに、カヴェルはハーバード映像アーカイヴの創設に携わった。映画に関する歴史的資料を保存し公開することが目的のアーカイヴである。1992年、カヴェルはマッカーサー・フェローシップを授与された。1996年から1997年、カヴェルはアメリカ哲学協会（東部支部）の会長を務めた。ハーバード大学では定年の1997年まで教え続けた。同大学退職後、イェール大学とシカゴ大学で講義を持った。また、1998年にはアムステルダム大学哲学スピノザ講座に着任した。
カヴェルは最初マルシア（シュミット）・カヴェルと結婚したが、1961年に離婚している。マルシアとの間には娘のレイチェル・リー・カヴェル（1957年生まれ）がいる。1967年、キャスリーン（コーエン）・カヴェルと再婚し、それ以来マサチューセッツ州ブルックラインで暮らしている。キャスリーンとの間には二人の息子、ベンジャミン（1976年生まれ）とデイヴィッド（1984年生まれ）をもうけた。
2018年6月19日、心不全のためボストンで死去。91歳没。

## 哲学
カヴェル自身は英米流分析哲学の伝統の中で教育を受けたが、大陸哲学にも造詣が深い。また、哲学的探究に映画や文学の要素を好んで取り入れることでも知られている。
カヴェルが著書でよく取り上げる哲学者にはルートヴィヒ・ウィトゲンシュタイン、J.L.オースティン、マルティン・ハイデッガー、そしてアメリカ超越主義者のヘンリー・ソロー、ラルフ・ワルド・エマーソンがいる。カヴェルのウィトゲンシュタイン解釈はしばしば新ウィトゲンシュタイン主義と関連付けられている。
カヴェルの著作の多くは自伝的要素を多分に含んでおり、上記の思想家の残した思索の内での揺れ動きと葛藤を通じて、いかに自らの思考が展開してきたかを綴っている。

## 代表的著作

### Must We Mean What We Say?
カヴェルが独自の哲学的アイデンティティを確立したのは、処女作となる論文集『Must We Mean What We Say? 』（1969年）によってであった。言語使用、メタファー、懐疑主義、悲劇、文学解釈などのテーマを、カヴェル自身実践し擁護する日常言語学派哲学の観点から論じている。収録論文の一つでは、セーレン・キェルケゴールが啓示と権威について論じた著作『アドラーの書』を扱っており、同書を近代哲学の読者に再び紹介しようと試みている。

### The World Viewed
『The World Viewed』（1971年）でカヴェルは写真と映画を扱っている。アートにおけるモダニズムやメディアの本性についても論じており、美術批評家マイケル・フリードの重要性を強調している。

### The Claim of Reason
『The Claim of Reason: Wittgenstein, Skepticism, Morality, and Tragedy』（1979年）はおそらくカヴェルの著作で最も有名なものであり、なおかつ全著作の中で中心的な役割を持つ作品でもある。博士論文が元となっている。

### Pursuits of Happiness
『Pursuits of Happiness』（1981年）でカヴェルは7つの顕著なハリウッドコメディ、すなわち『レディ・イヴ』、『或る夜の出来事』、『赤ちゃん教育』、『フィラデルフィア物語』、『ヒズ・ガール・フライデー』、『アダム氏とマダム』、『新婚道中記』を扱っている。カヴェルによれば、1934年から1949年に公開されたこれらの映画は、「再婚のコメディ（The Comedy of Remarriage）」と彼が呼ぶジャンルに属するものであり、非常に大きな哲学的、道徳的、そして政治的重要性を備えた作品群である。
これらのハリウッドコメディ作品は、「幸福の達成は欲求を充足することではなく、欲求の吟味と変革を要求する」ことを示しているとカヴェルは指摘する。またカヴェルいわく、これらの映画は「再婚」を強調することにより、恋愛関係における幸福は、パートナーとともに「成長」することを要求するという事実に注意を向けている。

### Cities of Words
『Cities of Words』（2004年）でカヴェルは道徳的完成主義（moral perfectionism）の歴史をたどり、西洋哲学史・文学史に一貫して見られる道徳的思考形態であることを示そうとしている。この概念を定義するために以前はエマソンを引き合いに出していたが、本書では、哲学、文学、そして映画は最初からすでに完成主義の性質に取り憑かれていたと考えるべきだと示唆している。

### Philosophy the Day after Tomorrow
論文集としては最新作となる『Philosophy the Day After Tomorrow』（2005年）においてカヴェルは、J.L.オースティンの遂行的発話は「情熱的発話（passionate utterance）」という概念で補われる必要があると主張している。「遂行的発話とは法秩序に順応することを求める命令であると言える。一方の情熱的発話とは、いうなれば、無秩序の欲望による即興演奏へと誘う招待状である」。これまでも扱われてきたフリードリヒ・ニーチェ、ジェーン・オースティン、ジョージ・エリオット、ヘンリー・ジェイムズ、フレッド・アステアについての議論が同書ではさらに深められており、それに加えてシェイクスピア、エマーソン、ソロー、ウィトゲンシュタイン、ハイデッガーといったカヴェルにお馴染みのテーマも含まれている。

### Little Did I Know
最新著『Little Did I Know: Excerpts from Memory』（2010年）は、日記風に綴られたカヴェルの自伝である。一連の日付付きの記事の中で、カヴェルの身に起こった出来事を物語りながら自らの哲学の出自を説き明かしていく。

## カヴェルについての研究文献
- Michael Fischer, Stanley Cavell and Literary Criticism, Chicago U.P., 1989
- Richard Fleming and Michael Payne (eds), The Senses of Stanley Cavell, Bucknell U.P., 1989
- Ted Cohen, Paul Guyer, and Hilary Putnam, eds., Pursuits of Reason: Essays in Honor of Stanley Cavell, Texas Tech U.P., 1993
- Stephen Mulhall, Stanley Cavell: Philosophy’s Recounting of the Ordinary, Clarendon Press, 1994
- Timothy Gould, Hearing Things: Voice and Method in the Writing of Stanley Cavell, Chicago U.P., 1998
- Espen Hammer, Stanley Cavell: Skepticism, Subjectivity, and the Ordinary, Polity Press/Blackwell’s, 2002
- Richard Eldridge (ed.), Stanley Cavell, Cambridge U.P., 2003
- Sandra Laugier, Une autre pensée politique américaine: La démocratie radicale d’Emerson á Stanley Cavell, Michel Houdiard Ēditeur, 2004
- Russell Goodman (ed.), Contending with Stanley Cavell, Oxford U.P., 2005.

## 名誉学位
- カラマズー大学、文学名誉博士（1980年）
- イオナ大学、文学博士（1985年）
- シカゴ大学、文学名誉博士（1987年）
- ストラスブール大学、名誉博士号（1996年）
- ヘブライ大学、哲学名誉博士号（1997年）
- イーストアングリア大学、文学名誉博士（2009年）
- リヨン高等師範学校、名誉博士号（2010年）
- ウェズリアン大学、文学博士（2010年）
- パリ・プロテスタント神学院、神学博士（2010年）

## 受賞歴
- ハーバード大学ソサイエティ・オブ・フェローズ、ジュニア・フェロー（1953年-1956年）
- プリンストン高等研究所、フェロー（1962年-1963年）
- カリフォルニア大学バークレー校、卓越教育賞（1961年）
- ウェズリアン大学人文学センター、フェロー（1970年-1971年）
- アメリカ芸術科学アカデミー、フェロー（1978年-現在）
- アメリカ哲学協会（東部支部）会長（1996年-1997年）
- ハーバード大学大学院アーツ・サイエンス研究科、センテニアル・メダリスト（2000年）
- ロマネル・ファイ・ベータ・カッパ・プロフェッサーシップ（2004年-2005年）

## 特別講義
- アメリカン・フィルム・インスティチュート、パトリシア・ワイズ講義（1982年）
- カリフォルニア大学バークレー校、ミセス・ウィリアム・ベックマン講義（1983年）
- スタンフォード大学、タナー講義（1986年4月）
- アメリカ哲学協会、カルス講義（1988年）
- 世界シェイクスピア会議ロサンゼルス大会、基調講演（1996年）
- アメリカ哲学協会アトランタ大会、会長挨拶（1996年）
- カリフォルニア大学バークレー校、ホウィソン講義（2002年2月）

## 著作
- Must We Mean What We Say? (1969)
- The Senses of Walden (1972) Expanded edition San Francisco: North Point Press, 1981.
齋藤直子訳『センス・オブ・ウォールデン』法政大学出版局、2005年
- The World Viewed: Reflections on the Ontology of Film (1971); 2nd enlarged edn. (1979)
石原陽一郎訳『眼に映る世界――映画の存在論についての考察』法政大学出版局、2012年
- The Claim of Reason: Wittgenstein, Skepticism, Morality, and Tragedy (1979) New York: Oxford University Press.
荒畑靖宏訳『理性の呼び声――ウィトゲンシュタイン、懐疑論、道徳、悲劇』講談社、2024年
- Pursuits of Happiness: The Hollywood Comedy of Remarriage (1981) ISBN 978-0-674-73906-2
石原陽一郎訳『幸福の追求――ハリウッドの再婚喜劇』法政大学出版局、2022年
- Themes Out of School: Effects and Causes (1984)
- Disowning Knowledge: In Six Plays of Shakespeare (1987); 2nd edn.: Disowning Knowledge: In Seven Plays of Shakespeare (2003)
中川雄一訳『悲劇の構造――シェイクスピアと懐疑の哲学』春秋社、2016年
- In Quest of the Ordinary: Lines of Scepticism and Romanticism (1988) Chicago: Chicago University Press.
- This New Yet Unapproachable America: Lectures after Emerson after Wittgenstein (1988)
- Conditions Handsome and Unhandsome: The Constitution of Emersonian Perfectionism (1990)
中川雄一訳『道徳的完成主義――エマソン・クリプキ・ロールズ』春秋社、2019年
- A Pitch of Philosophy: Autobiographical Exercises (1994)
中川雄一訳『哲学の「声」――デリダのオースティン批判論駁』春秋社、2008年
- Philosophical Passages: Wittgenstein, Emerson, Austin, Derrida (1995)
- Contesting Tears: The Melodrama of the Unknown Woman (1996)
中川雄一訳『涙の果て　知られざる女性のハリウッド・メロドラマ』春秋社、2023年
- Emerson's Transcendental Etudes (2003)
- Cities of Words: Pedagogical Letters on a Register of the Moral Life (2004)
- Philosophy the Day after Tomorrow (2005)
- Little Did I Know: Excerpts from Memory (2010)